# Axel Sundberg
Axel Ludvig Sundberg (i riksdagen kallad Sundberg i Lysekil), född 11 november 1869 i Västervik, död 6 december 1934 i Lysekil, var en svensk borgmästare och politiker (högerman).
Sundberg, som var son till handlanden Carl Ludvig Sundberg och Amalia (Amelie) Gustava Constantia Anderzon, avlade mogenhetsexamen i Västervik 1888, inskrevs vid Lunds universitet samma år och avlade hovrättsexamen 1894. Han blev extra ordinarie notarie i Göta hovrätt samma år, var tillförordnad domhavande 1896–1901, blev tillförordnad hovrättsfiskal 1901 och var borgmästare i Lysekils stad 1903–1934. Han var verkställande direktör i Göteborgs handelsbanks avdelningskontor i Lysekil 1907 samt styrelseledamot i Lysekils Järnvägs AB och Nordiska Handelsbankens avdelningskontor i Lysekil. Han var ordförande Allmänna valmansförbundets lokalavdelning 1908–1909.
Sundberg var ledamot av Göteborgs och Bohus läns landsting 1907–1934. Han var ledamot av riksdagens andra kammare 1914:2-1918 och av första kammaren 1926–1934.